# Poll roig de Califòrnia
El poll roig de Califòrnia (Aonidiella aurantii) és una espècie d'hemípter esternorrinc de la família dels diaspídids oriünda del sud-est asiàtic, des d'on s'ha estès a tot el món. És una cotxinilla polífaga, però d'especial incidència en els cítrics. Es tracta d'un dels insectes que poden esdevenir en plaga als camps de cítrics en tot el món. La seua introducció a les nostres terres és recent.

## Etimologia
- Aonidiella: diminutiu de Aonides,[3] que prové del mot llatí Aonĭdes, que fa referència a Aonia o Beocia, per trobar-se a la comarca la muntanya d'Helicó i la font Hipocrene, consagrats a les muses.[4]
- aurantii: del llatí aurantium, taronger. En referència a la seua planta hoste per excel·lència.[5]

## Història
Aquesta espècie va ser originàriament descrita a Nova Zelanda per W. M. Maskell en 1878 sota el nom de Aspidiotus aurantii. Els espècimens descrits es trobaven infestant llimones i taronges importades a Nova Zelanda des de Sidney, Austràlia.
El poll roig de Califòrnia va ser citada per primera vegada en la península Ibèrica, a València, l'any 1910 per García Mercet. La seua presència a Espanya va tindre probablement el seu origen en la importació d'alguna varietat de cítric infestada amb el diaspídid. L'any 1912 va destacar la seua aparició, ja no sols en la Península Ibèrica, sinó també a les Illes Balears, i en 1917 a les Illes Canàries. En 1920 s'esmenta que A. aurantii és una plaga important del gènere Citrus (especialment de llimeres) als països del Mediterrani oriental (Egipte, Síria, Palestina i Grècia), però sense oblidar altres regions, com la Xina, el Japó, Austràlia i Amèrica del Nord. De l'Estat espanyol, indicava que, com en tota la part occidental de la conca mediterrània, aquesta espècie era rara i que no causava cap mal rellevant. En 1932, no s'esmentava entre els diaspídids importants de ser combatuts ni tampoc en 1936, durant el qual citava al poll roig (Chrysomphalus dictyospermi), poll blanc (Aspidiotus nerii), serpeta fina (Insulaspis gloverii), serpeta grossa (Lepidosaphes beckii) i poll negre (Parlatoria ziziphi), com les plagues d'importància dels cítrics en aquell moment.
En 1943, es continuava sense citar A. aurantii entre les plagues de diaspídid més importants que ataquen els cítrics a les zones orientals de la Península. el 1985 varen aparèixer els primers focus de gran virulència al País Valencià. A partir de llavors, la seua presència es va anar estenent per les comarques citrícoles del nord d'Alacant (La Marina Baixa i L'Alta), de València (fonamentalment en la seua meitat sud i pel nord fins a Puçol) i pràcticament de tota Andalusia. En 1989, encara no s'havia detectat a la província de Castelló, ni tampoc deu anys després. L'any 2000 alguns autors van indicar que es coneixia la presència d'aquest insecte en algunes parcel·les, però que manca d'importància econòmica.

En l'actualitat, el poll roig de Califòrnia es troba per totes les regions citrícoles de l'Estat en menor o major intensitat.

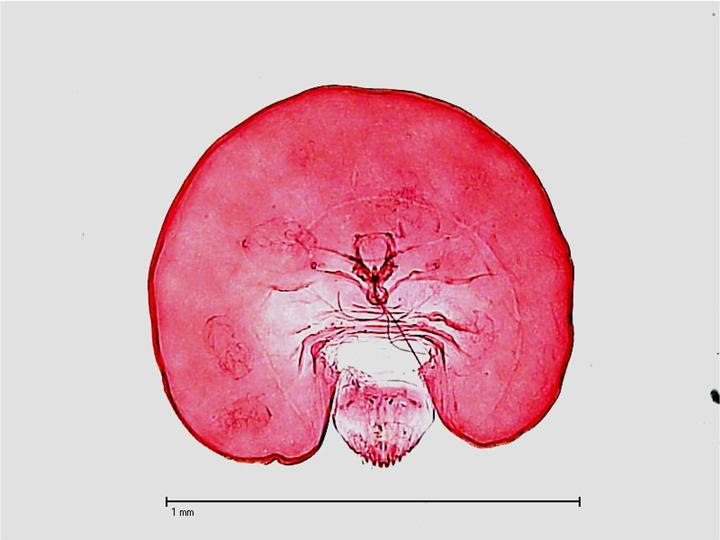
Imatge ventral d'una femella

## Descripció
El poll roig de Califòrnia presenta una coberta protectora que constitueix una barrera molt eficaç, inclús contra els insecticides. L'escut de la femella és circular, d'uns 2 mm de diàmetre aproximadament quan ja és adulta i amb un color bru rogenc i groc per baix, quasi idèntic al poll roig (Chrysomphalus dictyospermi) encara que es distingeixen perquè en girar l'escut les femelles d'Aonidiella presenten un vel ventral vitri, prenent una forma fortament arronyonada característica quan es troba en reproducció. L'escut del mascle és un poc més xicotet i allargat (de 1 a 2 mm. de longitud) i presenta una forma oval allargada que es manté fins l'emergència de l'adult alat. En l'estat nimfal el cos presenta vores arrodonides davall de la coberta, l'escut aquesta separat del cos i aquest té color groc. En l'estat de muda el cos té color taronja i no es pot separar de l'escut.

## Biologia
És una espècie biparental i vivípara. El cicle biològic s'inicia amb la larva mòbil que, juntament amb el mascle adult, constitueixen els dos únics estats capaços de desplaçar-se. Encara que el desplaçament és lent i el principal factor de dispersió és el moviment de material vegetal. En les hores posteriors al seu naixement, es dispersen per l'arbre a la recerca d'un lloc on alimentar-se. En sentir-se atretes per la llum (fototàxia positiva) solen dirigir-se als brots joves i fulles i fruits apicals on prefereixen assentar-se en xicotets amagatalls. Després d'haver inserit els seus aparells bucals per a començar a alimentar-se, produeixen una cobertura cerosa blanca i cotonosa, que després de la primera muda adopta el seu típic aspecte d'escut. Després d'uns pocs dies, els sexes ja es distingeixen per la seua forma i posterior desenvolupament. Les femelles muden a l'anomenada fase grisa, denominada així pel color gris de les vores de l'escut.
L'aparellament ocorre a l'inici d'aquesta fase, abans que la femella acabe de madurar. Cada femella pon de 100 a 150 ous segons la temperatura. Presenten dues fases larvàries, les úniques sensibles al control químic. Després de la segona muda, la femella adquireix els caràcters adults i passa per tres estats; femella jove o verge, femella gràvida i femella reproductora o amb larves, mentre que el mascle encara haurà de passar per les fases de prepupa i pupa abans de l'emergència de l'adult alat. La temperatura llindar de desenvolupament del poll roig de Califòrnia es dona a partir de 12º C (11,6º C), per tant, es produeixen tres generacions completes a l'any en les nostres condicions mediterrànies i una quarta, sovint incompleta, a la tardor. El màxim de mascles de les tres generacions completes té lloc al maig, juny-juliol i agost-setembre respectivament, en dates semblants a les dues primeres generacions del poll gris (Parlatoria pergandii) i la serpeta (Lepidosaphes beckii). Els mascles localitzen la femella gràcies a les feromones que aquesta emet i s'aparien. Els mascles no s'alimenten i viuen, com a màxim, un dia. La població sol estar formada en la seua major part per femelles (amb una relació 2,6:1).
Aquesta espècie s'alimenta introduint el seu aparell bucal en el teixit vegetal i succionant el contingut de les cèl·lules parenquimàtiques. Si la infestació és greu, les fulles mostren uns característics punts grocs al voltant de cada femella gràvida i pot arribar a caure i pot produir-se la pèrdua de brots i branques. El fruit pot veure's afectat per tots els estadis, podent fins i tot arribar a caure. El tronc també pot resultar greument infestat i aparéixer totalment cobert d'escuts, sobretot en el cas de cítrics joves. Els arbres joves poden patir molt o fins i tot morir si es perden les branques.
A més del seu polifàgia, el poll roig de Califòrnia és una espècie eurímera, és a dir, que pot alimentar-se de diferents parts de les plantes hostes, a excepció de les arrels. Si bé, i en el cas dels cítrics, prefereix el fruit seguit de branques verdes i fulles. L'òrgan de la planta atacat pot afectar les característiques morfològiques del poll (grandària de l'escut i del cos), a més de la fecunditat, la velocitat de desenvolupament i la supervivència dels estats immadurs. Prefereix zones de l'arbre assolellades, per la qual cosa sol trobar-se en plantacions joves o en files exteriors de plantacions adultes.

### Factors abiòtics
La temperatura afecta a la seua fecunditat, duració del cicle biològic i longevitat. A 25° C i amb una humitat relativa del 70%, la producció total de larves per femella rondava entre 102 i 479, amb una mitjana de 352 larves per femella, i a 30° C es produïen 267 larves de mitjana, mentre que a 15º C són 45,6 larves. S'ha observat que a 35 °C, A. aurantii presenta les majors taxes de fecunditat, situant-se el seu rang òptim de temperatures entre 25-35 °C, mentre que els llindars mínims i màxims es trobarien al voltant dels 10 i els 40° C.
S'ha observat que les baixes temperatures allargaven la durada del desenvolupament: a 29° C la femella completa el seu desenvolupament en 44,3 dies i els mascles en 25,2 dies. S'ha estimat que, en condicions de laboratori i amb una temperatura de 26,7° C, des que emergeixen les larves fins que les noves femelles començaven a produir noves larves, transcorren aproximadament 40 dies, mentre que els mascles apareixen al vigèsim tercer dia des que es fixaven. I es va obtindre la mateixa durada quan se sotmet a les larves a les temperatures fluctuants del camp en tres moments determinats entre maig i juliol. Alguns grups van detectar els primers mascles als 23 dies a una temperatura de 25° C i una humitat relativa del 70%, mentre que uns altres van estimar un període lleugerament superior en hivernacle (28 dies des de la fixació de les larves) per a l'aparició dels mascles, transcorrent 42 dies fins que s'observaven les primeres larves mòbils. Quan el temps és més fred poden passar fins a 150 dies fins a donar-se l'aparició de les primeres larves.
La longevitat de la femella es calcula que és de 4 a 5 mesos, mentre que si no són fertilitzades poden arribar a viure fins i tot períodes superiors a 6 mesos. La longevitat dels mascles adults, en condicions de laboratori, oscil·la entre les 14 i 28 hores a 25° C o 42 hores a 10° C, en condicions de foscor. A 40° C, la mortalitat comença una hora després de l'emergència, mentre que a 15° C viuen fins a 29 hores. La longevitat no es veu afectada per la presència o l'absència de les femelles. El punt màxim d'emergència dels mascles se situa al final de la vesprada i pot arribar a cessar en condicions de semifoscor.

### Plantes hostes
La llimera és la classe de cítric més susceptible de ser atacada, seguida del taronger amarg, aranger, els tarongers del grup de les València, de les Nàvel i, finalment, els mandariners. Les investigacions indiquen que la susceptibilitat a la infestació disminueix amb l'augment de les glàndules d'oli, tant en fulles com als fruits, independentment de la quantitat de nitrogen, fòsfor i hidrats de carboni a les fulles. També s'ha observat com en introduir els estilets eviten perforar les glàndules d'oli. No obstant això, quan les plantacions són joves, qualsevol varietat pot veure's afectada greument.
A més de totes les varietats de cítrics, les plantes que es troben al voltant dels cítrics sovint es veuen subjectes al seu atac. Des d'espècies vegetals de consum com la pomera, perera, mangraner, garrofera, raïm, morera, olivera, codonyer, prunera, alvocater, figuera, noguera, xicoira i festuc, etc., a ornamentals, com són la major part de les espècies de rosàcies, diferents espècies del gènere Solanum, el ricí, el llorer ornamental (Malosma laurina), el salze, eucaliptus, boix, atzavara, el gènere Quercus, el grèvol, el tung (Aleurites fordii), el ligustre, el llorer, el gènere Camelia, les corísies (Chorisia sp.), el canforer (Cinnamomun camphora), la mèlia (Melia azedarach), les iuques (Yucca sp.), i diferents espècies de palmeres, a més de la tuia (Thuja orientalis), la flor de pasqua (Euphorbia pulcherrima), l'evònim del Japó (Evonymus japonicus), les altees (Althaea sp.), i el baladre, entre moltes altres.

## Distribució
Des del moment de la seua descripció, el poll roig de Califòrnia ha sigut detectat al llarg de totes les regions tropicals i subtropicals, especialment on es realitzen plantacions de cítrics. Actualment, aquest diaspídid es troba distribuït per tot el continent australià i les illes del Pacífic, el continent americà a excepció de la meitat nord, el Carib, Sud-àfrica, la conca mediterrània, l'Índia, l'Iran, l'Iraq, el Pakistan, l'Afganistan, l'est de la Xina i Indoxina i el Japó.

## Danys i simptomatologia
Pot trobar-se sobre totes les parts de la planta però prefereix el fruit en primer lloc, i també branques verdes i fulles. En alimentar-se del teixit vegetal produeix taques cloròtiques. Les fulles molt atacades esgrogueeixen i cauen. Els arbres retarden també el seu desenvolupament quan són joves. El mal més greu és la seua presència sobre els fruits, ja que mostren preferència per aquesta part del vegetal amb les conseqüències pèrdues per triatge encara que no altere les qualitats organolèptiques d'aquest.

## Enemics naturals
S'han realitzat nombrosos estudis en altres països per al control biològic del poll roig de Califòrnia, però en general, en cultiu ecològic on no s'apliquen tractaments insecticides agressius, els enemics naturals i principalment el parasitoide Aphytis melinus és capaç de mantindre les poblacions del poll roig de Califòrnia a nivells baixos. Altres enemics naturals importants en el control d'aquest diaspídid són els parasitoides: Aphytis chrysomphali, Encarsia perniciosi i Comperiella bifasciata i els coccinèlids depredadors Rhyzobius lophanthae i Chilocorus bipustulatus.

## Mostreig i llindar de tractament

### Mostreig
- Durant la collita, observar 200 fruits a l'atzar i determinar el percentatge de fruits atacats.
- A mitjans d'agost, efectuar mostrejos periòdics per a determinar el màxim de formes sensibles (nimfes joves). Per a això s'haurà de determinar el percentatge d'infestació en fruits (200 fruits a l'atzar en 50 arbres, 4 fruits/arbre).[9]

### Llindar de tractament
- El nombre de mascles atrapats amb feromones té una bona correlació amb la proporció dels fruits infestats.
- Si s'observa el 2% o més de fruita afectada en la campanya anterior es recomana tractar en primera generació al màxim de formes sensibles.
- En collita pendent, si s'observa 2% o més de la fruita afectada en segona generació tractar amb oli de parafina al màxim de formes sensibles (nimfes joves).[7][9]

## Gestió agronòmica
En aquelles parcel·les amb nivells alts de poll roig de Califòrnia existeixen diversos mètodes de control per a l'agricultura ecològica:

### Control biològic
- Soltes massives del parasitoide A. melinus. Les dosis de solta i el moment òptim per a realitzar-les van en funció dels tractaments i característiques de les parcel·les així com del nivell i estat de la plaga. Per això es recomana consultar amb el proveïdor.
- Alguns dels productes autoritzats en agricultura ecològica poden resultar tòxics contra A. melinus, per la qual cosa es recomana comprovar els efectes secundaris sobre aquest parasitoide abans de realitzar els tractaments.[9]

Els parasitoides són més eficaços per al control del poll roig de Califòrnia del que es considerava.

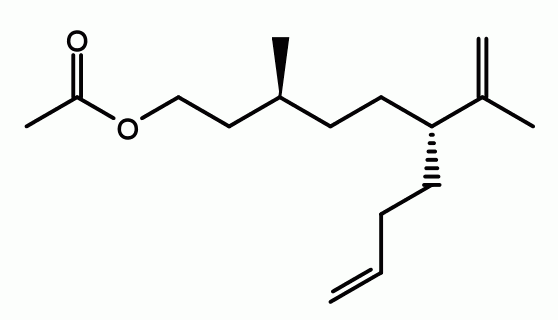
Estructura molecular del rescalure

### Confusió sexual
Actualment està autoritzada de manera excepcional la matèria activa rescalure per a la tècnica de confusió sexual en cítrics. Es recomanen col·locar entre 400 i 500 difusors mesoporosos per hectàrea però aquesta densitat pot variar en funció de la grandària de la capçada i la densitat de plantació pel que s'hauria de consultar amb el proveïdor. Amb aquesta disposició i aquest tipus d'emissors s'aconsegueix que en l'ambient s'aconseguisca una concentració de feromona suficient per a interrompre la comunicació química entre mascles i femelles i, en conclusió, evitar que els mascles de l'espècie puguen trobar a les femelles receptives. Això evita que el poll roig de Califòrnia es reproduïsca i, per tant, en el transcurs de les successives generacions es vagen reduint les poblacions d'aquesta plaga.

### Control cultural
- Mesures culturals com el manteniment de la capçada de l'arbre mitjançant podes de ventilació ajuden a evitar la proliferació d'aquesta plaga.
- Com en altres plagues, la presència de formigues afavoreix la dispersió i proliferació d'aquesta plaga, per la qual cosa evitar la presència de formigues és important per al seu control.
- La neteja de la fruita amb equips d'alta pressió en postcollita elimina els escuts del poll.[9]

### Control químic

#### Fitosanitaris ecològics
En cas d'haver de realitzar una aplicació fitosanitària l'oli de parafina i els olis vegetals estan autoritzades en cítrics i agricultura ecològica. L'eficàcia dels tractaments amb olis de parafina depén del recobriment que s'aconseguisca i del moment d'aplicació. Per a millorar el recobriment es poden seguir les recomanacions que es donen en les calculadores de volum i cabal de filtres en pàgines i llocs especialitzats. Respecte al moment d'aplicació, es pot seguir l'estat de la plaga, es recomana tractar amb el màxim de nimfes de primer estadi.

#### Fitosanitaris de síntesi
Només si se supera el llindar d'intervenció, tractar en primera generació, finals de maig a mitjan juny, i en segona generació, a finals d'agost a mitjan setembre.
| Classificació mode d'acció (IRAC) | Matèria activa                         | Termini de seguretat (dies) |
| UNM                               | Oli de parafina                        | -                           |
| 7C                                | Piriproxifèn                           | 30                          |
| 23                                | Spirotetramat                          | 14                          |
| 4A                                | Acetamiprid                            | 14                          |
| 4C                                | Sulfoxaflor                            | 7                           |
|                                   | Piretrines + paranys d'atracció i mort | -                           |

La classificació pel mode d'acció (IRAC) emprada per a cada producte pretén visualitzar les diferents maneres d'acció en els quals basar les rotacions per al maneig de les resistències.